# Велионский, Пий Адамович
Пи́й Адамович Велионский (варианты написания фамилии: Велёнский, Велюнский; вариант написания имени: Пиюс, ошибочно: Павел; пол. Pius Weloński, лит. Pijus Veliuoniškis; 4 октября 1849, деревня Кумеляны, Августовская губерния, Царство Польское, Российская империя — 31 октября 1931, Варшава, Польская Республика) — польский скульптор, художник, график, педагог, академик скульптуры Императорской Академии художеств.

## Биография
Поляк. Родился в крестьянской семье. Окончил 3-ю Варшавскую гимназию. Учился рисованию в Варшавском рисовальном классе (Klasa Rysunkowa) (1867—1870) у Константы Хегля и Рафала Хадзевича, в мастерских скульпторов Ф. Ценглера и А. Прушинского.
В 1872 году на средства Общества поощрения изящных искусств в Варшаве продолжил обучение в Императорской Академии художеств в Санкт-Петербурге в натурном классе, по скульптуре (1872—1878). Ученик А. Р. Бока, Н. А. Лаверецкого и И. И. Подозерова.
За время обучения в Императорской Академии художеств (ИАХ) получил последовательно все наградные медали ИАХ: малая серебряная медаль за эскиз композиции «Пир Валтасара», большая серебряная медаль (1873) и денежная премия за эскиз композиции «Ярослав Мудрый даёт народу законы», малая серебряная медаль (1874), малая золотая медаль (1875) за программу «Смерть Актеона». В 1877 году за программу: барельеф «Венера представляет Амура на Олимпе» был награждён большой золотой медалью, получив звание классного художника 1-й степени и возможность поездки за границу в качестве пенсионера Академии художеств.
В 1875 году отправился за границу пенсионером Академии. Путешествовал по Франции, Германии, Италии, работал в Вене, Мюнхене, Париже, Флоренции, Риме. В период проживания в Риме входил в круг общения художника Г. И. Семирадского. В 1881 за статую «Гладиатор на арене» (в дальнейшем известную  просто как «Гладиатор»; 1880) был удостоен звания академика ИАХ.
Экспонировал свои работы на академических выставках (1881, 1884, 1890, 1891). Участвовал во Всероссийской художественно-промышленной выставке в Москве (1882). В 1891 был награждён золотой медалью на международной художественной выставке в Берлине за скульптуры «Пляшущий раб» и «Гладиатор. Получил звание профессора ИАХ (1890). Был также членом-корреспондентом Академии знаний в Кракове.
На академических выставках (1882—1888) были представлены следующие произведения Велионского: портрет Листа (барельеф), эскиз для памятника Яна III Собеского, бюст художника Александра Станкевича, «Блуждающие огни», «Боян» (мраморная группа), «Гладиатор» (бронзовая статуя), бюст Деспота-Зеновича (мрамор), «Пляшущий раб» (статуя из бронзы). Кроме станковой, работал в области монументальной скульптуры, выполнил ряд надгробий. Участвовал в конкурсе на памятник Адаму Мицкевичу в Кракове (1880—1890), участвовал в создании памятника Богдану Хмельницкому по проекту М. О. Микешина для Киева (отлил в металле статую гетмана в Санкт-Петербурге, 1888).
В 1894 году вернулся в Варшаву (по другим сведениям, в Варшаве работал с 1897, либо с 1899 года). Директор Варшавского художественного училища (1904—1915), директор Музея изящных искусств в Варшаве (1906—1915). Затем несколько лет прожил на Украине (1915—1924). В 1924 году сумел выехать в Польшу, с того же года — директор частной школы изящных искусств имени Войцеха Герсона в Варшаве.
С 1897 года — действительный член Общества поощрения изящных искусств в Варшаве («Захента»). Участвовал во Всемирной выставке в Париже (1900). Творческую деятельность сочетал с работой в литейной мастерской, которую основал в Варшаве в 1901 году.
Сегодня работы П. Велионского хранятся в Национальном музее в Варшаве (директором которого он был когда-то), Национальном музее в Кракове, Третьяковской галерее, Русском музее, Научно-исследовательском музее Российской академии художеств и в ряде других музеев.

## Творчество
Автор статуй в академической манере и фигурных композиций преимущественно на исторические, мифологические и религиозные темы, надгробных памятников (например, на могиле Адамины Потоцкой на  кладбище Старые Повонзки в Варшаве), рельефов (кенотаф Владиславу Сырокомле в костёле Святых Иоаннов в Вильно, 1908), скульптурных портретов, медалей.
Среди самых известных работ Велионского — скульптура «Гладиатор» (1880; множество реплик, изготовленных в различных материалах), статуя «Прометей» (1896) в Президентском дворце в Варшаве. В Вавельском соборе установлен памятник кардиналу Юрию Радзивиллу, в кафедральном соборе Пресвятой Девы Марии Мазовецкой в Плоцке находится надгробие епископа Михаила Новодворского работы Велионского.
В парке Краковские Планты в 1886 году был установлен памятник поэту Юзефу Богдану Залескому, известный как «Боян», изображающий слепого украинского певца, играющего на гуслях, и заслушавшегося его мальчика. Скульптура была создана Велионским в Риме на средства помещика Константы Володкевича.
Белая мраморная статуя надгробного памятника на могиле семейства Корево на кладбище в деревне Румбонис (Алитусский район), созданная Велионским, включена в Регистр культурных ценностей Литвы как объект регионального значения, код 7664
В Литовском художественном музее в Вильнюсе хранятся проект памятника Владиславу Сырокомле (рельеф, бронза) и портрет дочери скульптора (рельеф, мрамор).

## Галерея

Гладиатор (вариант; бронза).
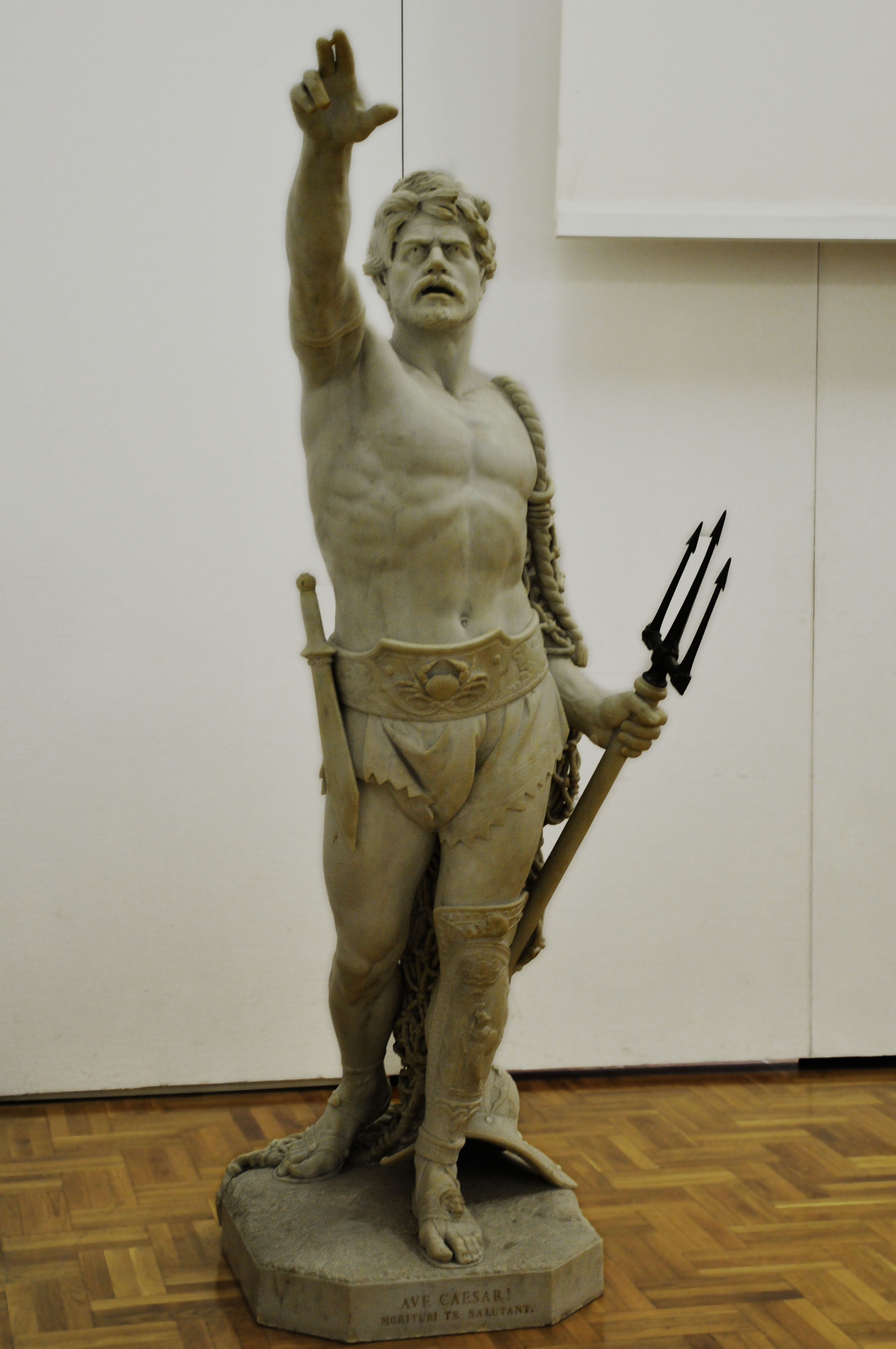
Гладиатор (вариант; мрамор, трезубец из металла), галерея Захента (англ.[англ.]), Варшава.
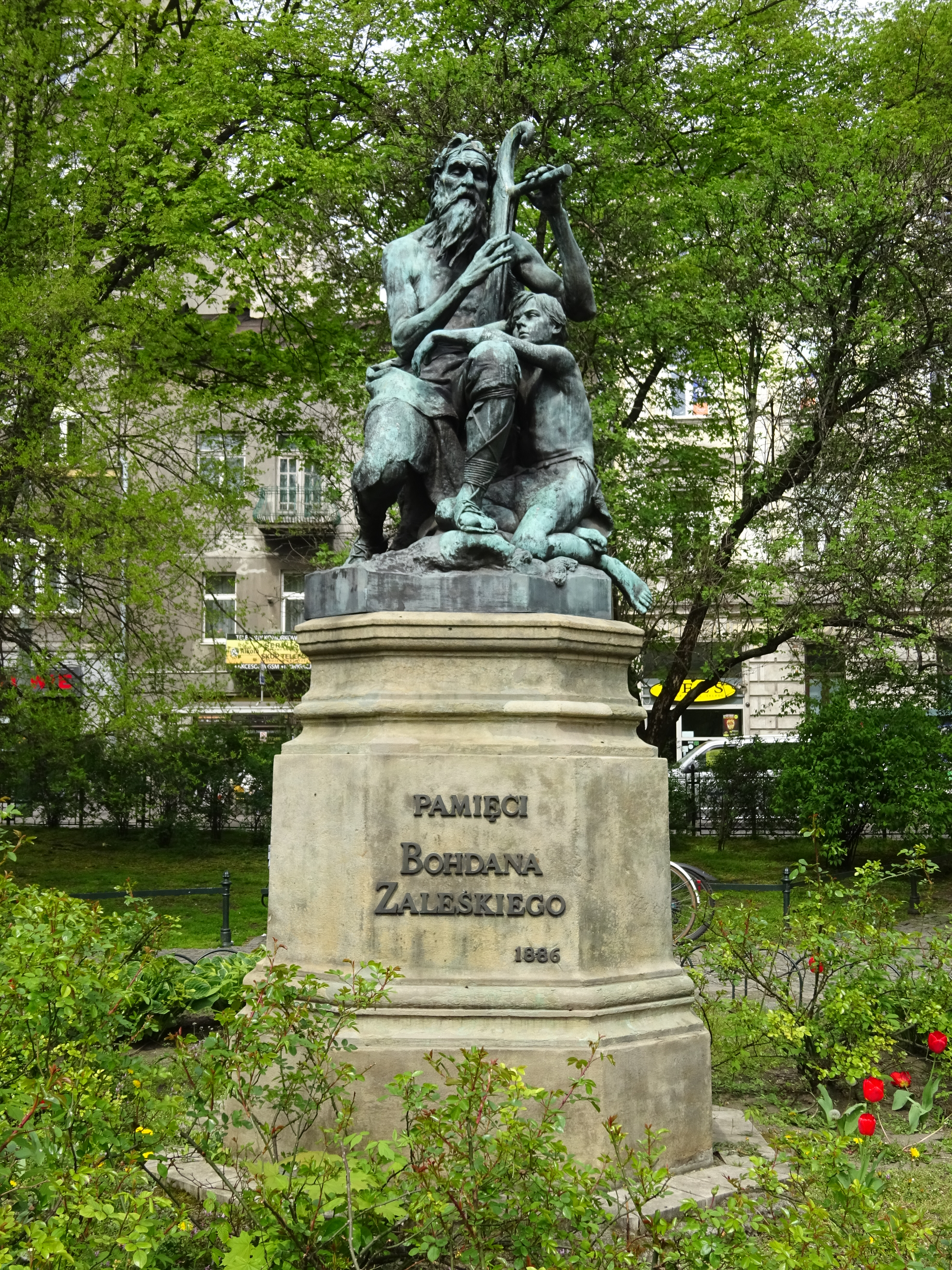
Памятник Юзефу Богдану Залескому («Боян») в парке Краковские Планты, Краков.
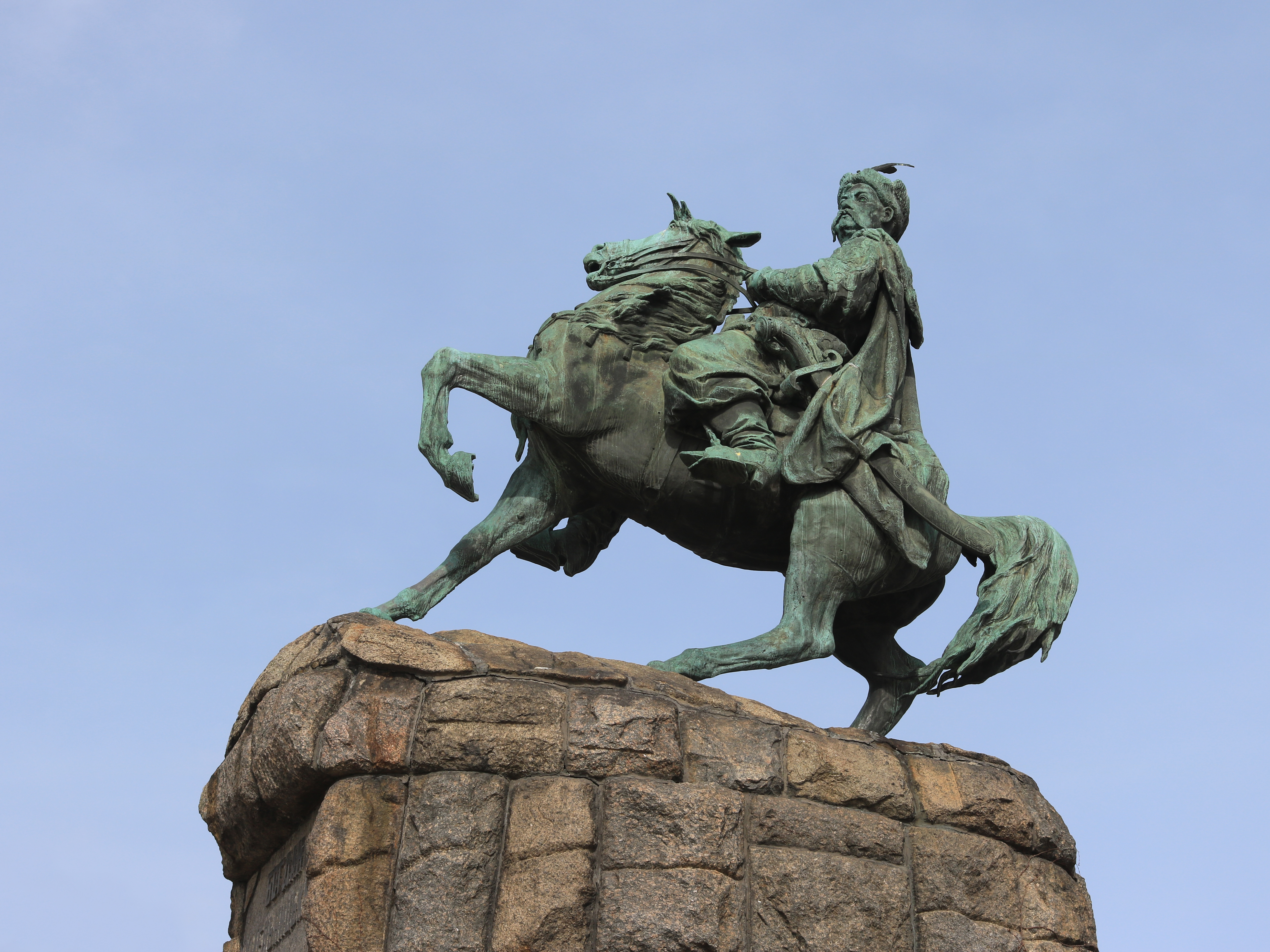
Памятник Богдану Хмельницкому (автор идеи — М.О. Микешин, исполнители — П. А. Велионский и А. Л. Обер).
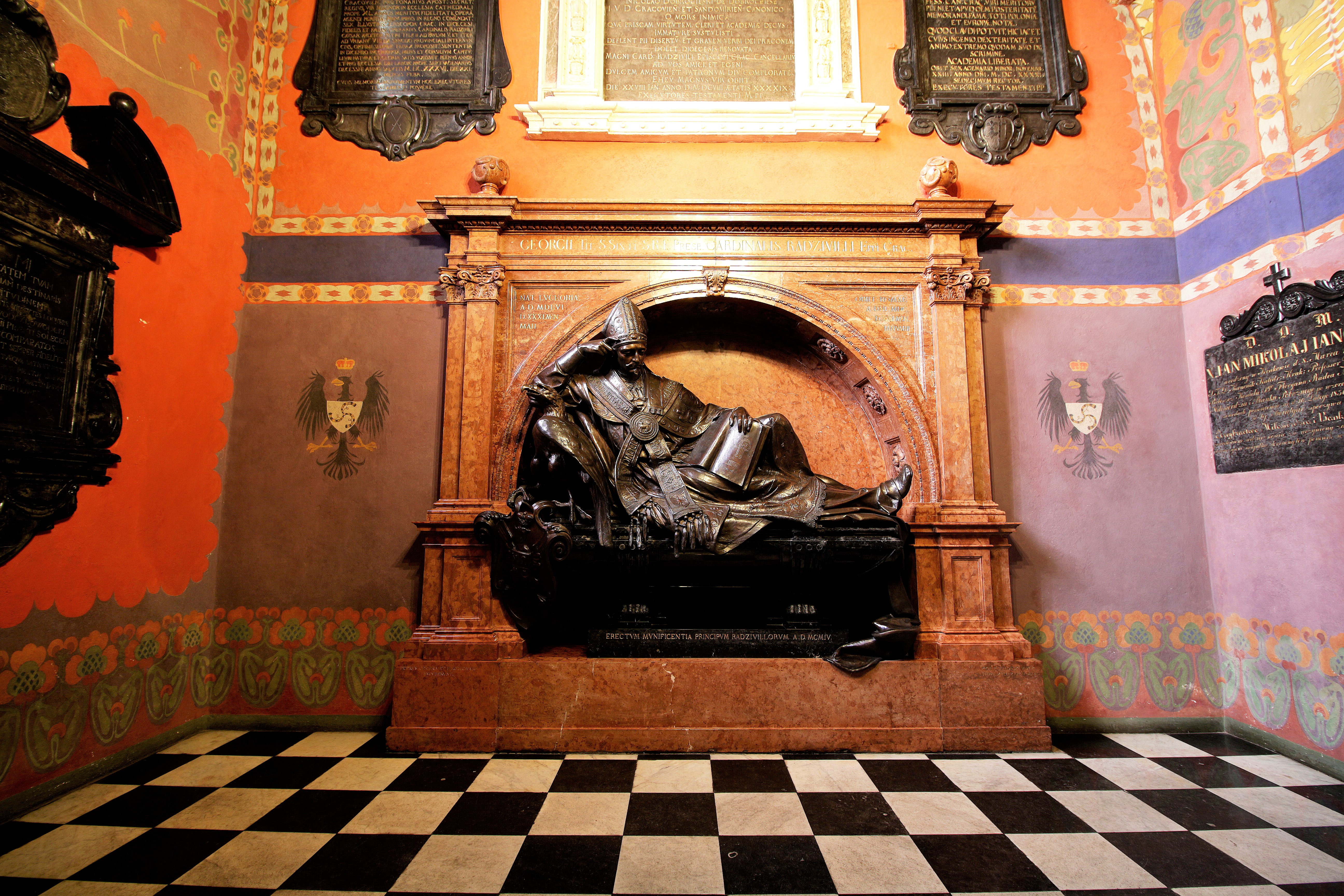
Надгробие кардинала Юрия Радзивилла, Вавельский собор, Краков.
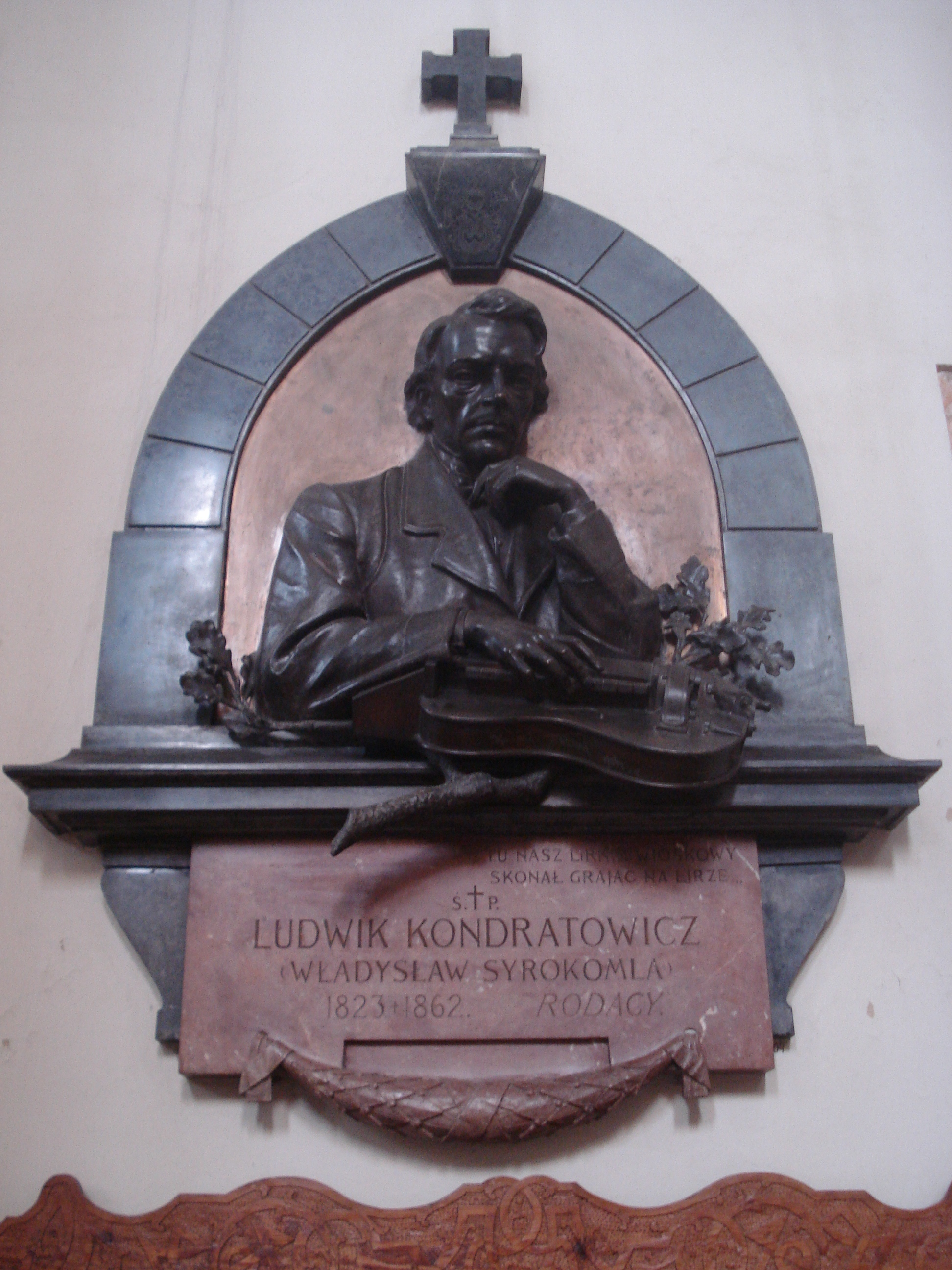
Кенотаф Владислава Сырокомли, Костёл Святых Иоаннов, Вильнюс (1908).